# موزه ملی باستانشناسی (لهستان)

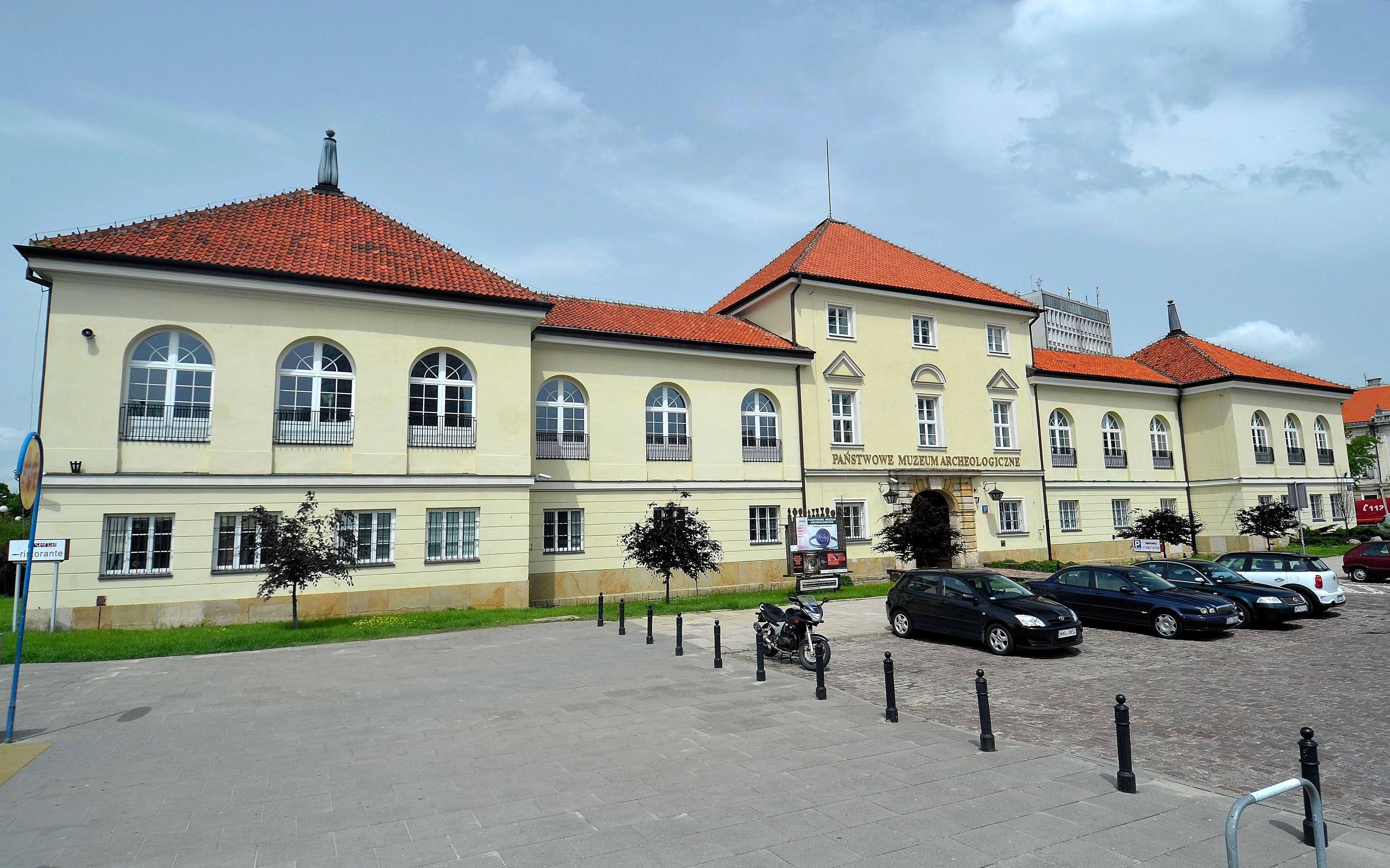

موزه ملی باستانشناسی (لهستان) (به لهستانی: Państwowe Muzeum Archeologiczne w Warszawie) در ورشو (منطقه تاریخی) واقع در لهستان در سال ۱۹۵۸ میلادی بنا شده است.